# Alangium nobile
Alangium nobile är en kornellväxtart som först beskrevs av Charles Baron Clarke, och fick sitt nu gällande namn av Hermann August Theodor Harms. Alangium nobile ingår i släktet Alangium och familjen kornellväxter. Inga underarter finns listade i Catalogue of Life.